# Plage de Fulong

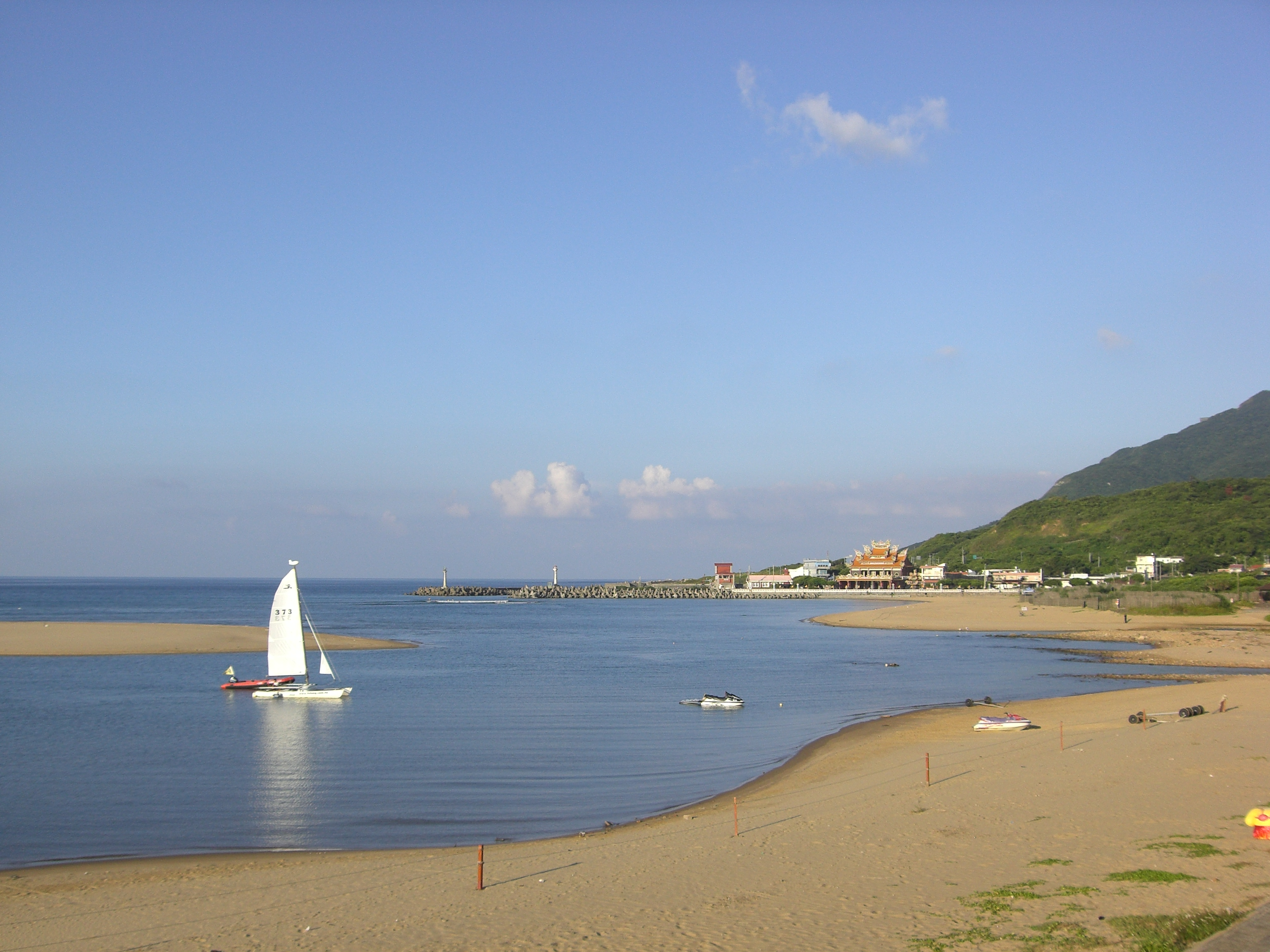
Vue sur la plage de Fulong

La plage de Fulong (chinois traditionnel:福隆海水浴場 ; pinyin: Fúlóng Hǎishuǐ Yùchǎng ; anglais: Fulong Beach
) est une plage de quartier de Gongliao, Nouveau Taipei, à Taïwan. C'est l'exutoire de la rivière Shuang.

## Histoire
La plage a été ouverte au public le 22 juin 1975. La station balnéaire était initialement exploitée par l'Administration des chemins de fer de Taïwan et a ensuite été transférée à l'Office de tourisme de Taïwan de la zone panoramique de la côte nord-est et comté de Yilan.

## Géologie
Le sable de la plage est doré, ce qui est rare à Taïwan. La rivière Shuang divise la plage en parties intérieures et extérieures. Récemment, les sables ont diminué d'année en année et le littoral se déplace vers le rivage ; c'est-à-dire que la plage rétrécit.

## Installations
A proximité se trouve un camping nommé Longmen. Il y a une passerelle nommée Rainbow Bridge (彩虹橋) reliant les deux parties. Le cours d'eau de la rivière varie d'année en année; parfois le pont est fonctionnel ; d'autres fois, ce n'est pas le cas, car le bord de mer serait dans la rivière ou dans la mer.

## Transport
La plage de Fulong est accessible en train et en bus.